# Dacia Sandero
Dacia Sandero – samochód osobowy klasy aut miejskich produkowany pod rumuńską marką Dacia od 2008 roku. Od 2020 roku produkowana jest trzecia generacja pojazdu.

## Pierwsza generacja

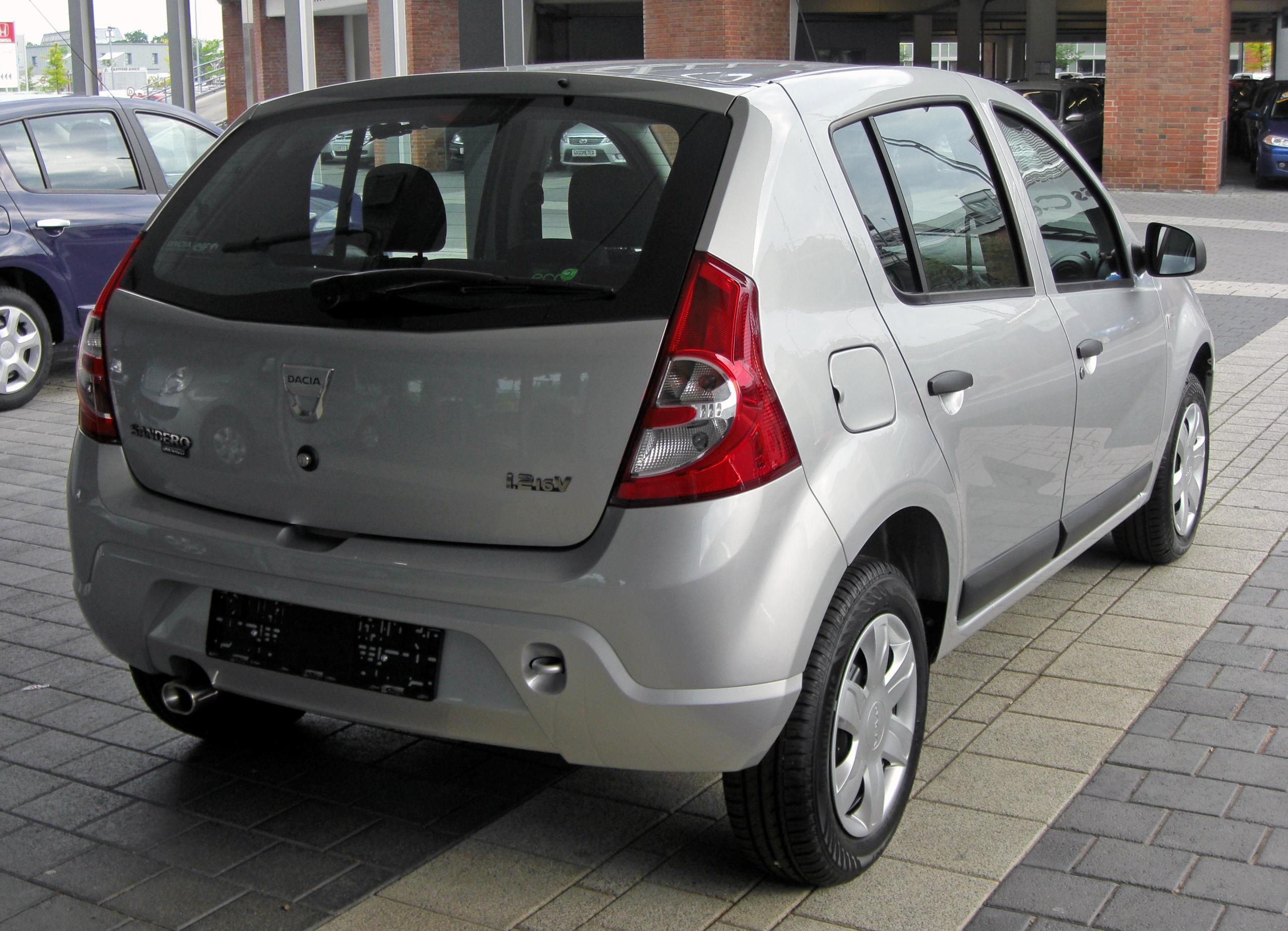
Dacia Sandero I - tył

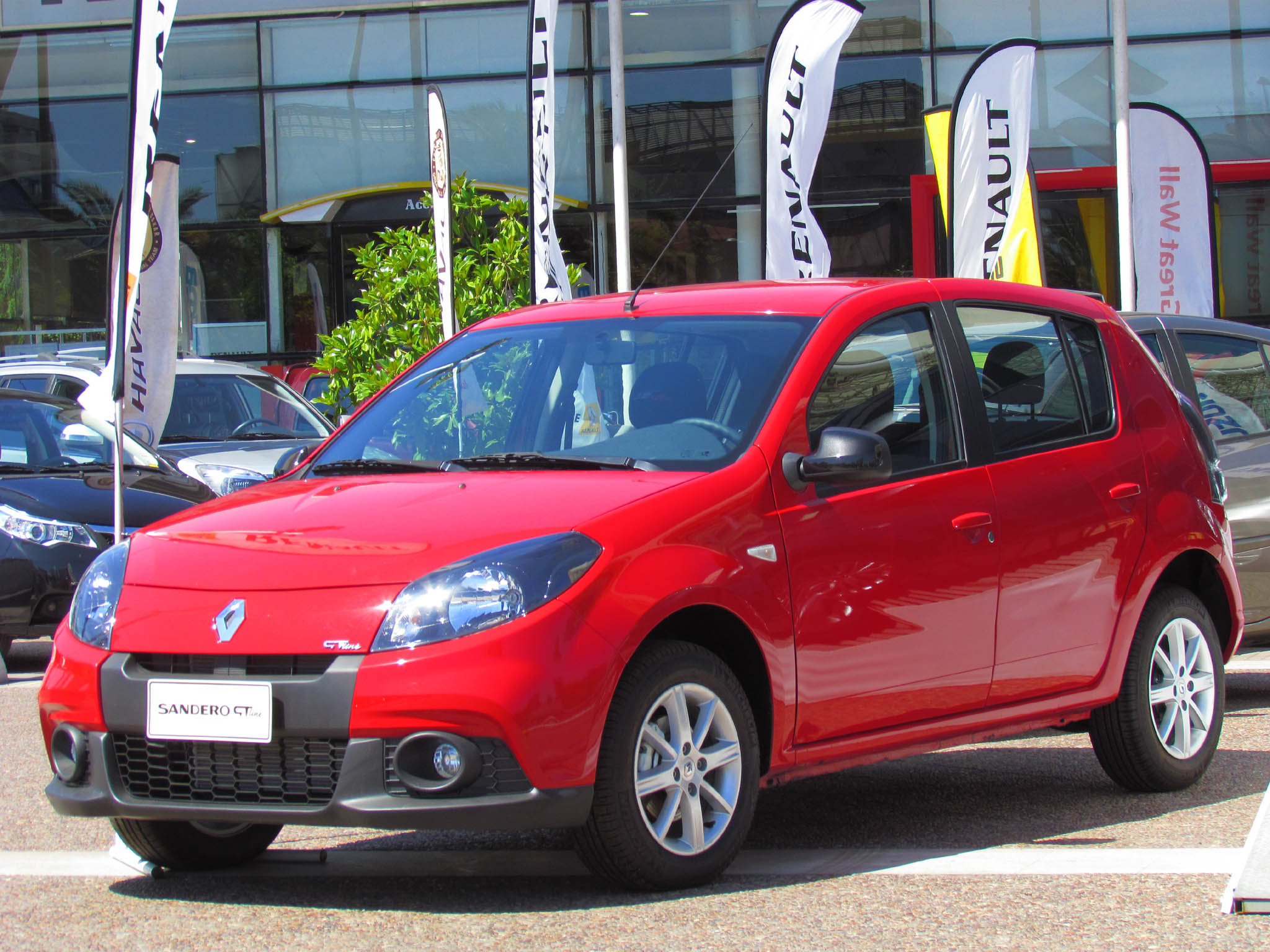
brazylijskie Renault Sandero po liftingu

Dacia Sandero I została po raz pierwszy zaprezentowana podczas targów motoryzacyjnych w Genewie w 2008 roku.
Sprzedaż auta na rynku europejskim ruszyła w czerwcu 2008 roku pod marką Dacia. Produkcję modelu ulokowano w zakładach Dacii w Rumunii. Konstrukcyjnie auto opiera się na płycie podłogowej Logana oraz z wykorzystaniem wielu mechanicznych elementów. W stosunku do Logana auto charakteryzuje się odświeżoną stylistyką nadwozia oraz wnętrzem z nowo zaprojektowaną deską rozdzielczą. W aucie zastosowano system ABS marki Bosch z elektronicznym korektorem siły hamowania (EBV) oraz układem wspomagania nagłego hamowania (AFU). Nowy system w późniejszym czasie wprowadzono do Logana. Początkowo auto wyposażone miało być wyłącznie w silniki benzynowe: 1.4 8V 75 KM oraz 1.6 8V 87 KM jednak we wrześniu 2008 roku wprowadzono do oferty dwie jednostki wysokoprężne o mocy 68 i 86 KM. Na początku 2009 roku rozpoczęto produkcję auta z silnikami benzynowymi 1.2 16V o mocy maksymalnej 75 KM oraz 1.6 16V E85 o mocy maksymalnej 105 KM, który może być zasilany bioetanolem. W 2010 roku silniki wysokoprężne o mocy 68 i 86 KM zastąpiono zmodernizowanymi jednostkami o mocy maksymalnej 75 i 90 KM, które spełniają normy emisji spalin EURO 5.

### Renault Sandero
W krajach Ameryki Południowej, Rosji, Ukrainie oraz Białorusi samochód oferowany był pod marką Renault. W tej postaci zadebiutował już rok przed europejską odmianą, w marcu 2007 roku. Oferowany jest z czterema silnikami benzynowymi: 1.0 75 KM, 1.4 75 KM, 1.6 87 KM oraz 1.6 105 KM i z dwoma silnikami wysokoprężnymi o pojemności 1.5 l (dCi) i mocy maksymalnej 68 oraz 85 KM. Auto napędzane jest wyłącznie 5-biegową manualną skrzynią biegów. W sierpniu 2011 roku auto przeszło face lifting, który objął wyłącznie wersję na rynek brazylijski, otrzymało ono inny wygląd przodu. W 2014 roku model został zastąpiony brazylijską odmianą drugiej generacji Dacii Sandero.

### Stepway
Sandero Stepway została zaprezentowana po raz pierwszy w 2009 roku. Wersja wyposażona jest w plastikowe elementy stylistyczno-ochronne nadwozia, podobne do stosowanych w samochodach terenowych i SUV-ach: nakładki na osłony zderzaków i nadkola i płyty ślizgowe, nakładki na błotniki, listwy pod progami oraz specjalne relingi dachowe. Oprócz podwyższonego o 4 cm prześwitu odmiana nie posiada żadnych dodatkowych rozwiązań konstrukcyjnych.

### Wyposażenie
- Access
- Story
- Stepway
- SL Stepway2
- Laureate Black Line2

### Bezpieczeństwo
W testach Euro NCAP samochód testowano z 2 i 4 poduszkami powietrznymi. Auto tylko z czołowymi uzyskało 24/37 pkt. a z bocznymi i napinaczami 31/37 pkt. (kolejno 3 i 4 gwiazdki). Za ochronę dzieci przyznano 4 gwiazdki, a pieszych jedną.

### Sprzedaż
Samochód został autem 2009 roku w Rumunii. W listopadzie 2009 roku wyprodukowano 50-tysięczną Dacię Sandero, natomiast w lipcu 2010 roku z taśmy produkcyjnej zakładów Dacii zjechało już 300-tysięczne Sandero.

### Dostępne silniki
- Benzynowe

| Silnik         | Pojemność skokowa [cm³] | Moc maksymalna [KM] ( [kW] ) przy obr./min | Maks. moment obrotowy [Nm] przy obr./min | Układ i liczba cylindrów | Układ rozrządu/ liczba zaworów | Przyśpieszenie (s) 0-100 km/h | Prędkość maksymalna km/h | Spalanie (l/100km) miasto/trasa/średnio |
| -------------- | ----------------------- | ------------------------------------------ | ---------------------------------------- | ------------------------ | ------------------------------ | ----------------------------- | ------------------------ | --------------------------------------- |
| 1.2 16V E5     | 1149                    | 75 (55)/5500                               | 107/4250                                 | R4                       | DOHC/16                        | 13,6                          | 161                      | 7,6/4,9/5,9                             |
| 1.4 8V E4      | 1390                    | 75 (55)/5500                               | 112/3000                                 | R4                       | OHC/8                          | 13,0                          | 161                      | 9,6/5,4/7,0                             |
| 1.6 8V E5      | 1598                    | 84 (62)/5250                               | 135/3500                                 | R4                       | OHC/8                          | 12,9                          | 169                      | 9,3/5,4/6,7                             |
| 1.6 8V E4      | 1598                    | 87 (64)/5500                               | 128/3000                                 | R4                       | OHC/8                          | 11,5                          | 174                      | 10,0/5,6/7,2                            |
| 1.6 16V E85 E5 | 1598                    | 105 (77)/5750                              | 148/3750                                 | R4                       | DOHC/16                        | 10,8                          | 185                      | 9,5/5,5/6,8                             |

- Wysokoprężne

| Silnik     | Pojemność skokowa [cm³] | Moc maksymalna [KM] ( [kW] ) przy obr./min | Maks. moment obrotowy [Nm] przy obr./min | Układ i liczba cylindrów | Układ rozrządu/ liczba zaworów | Przyśpieszenie (s) 0-100 km/h | Prędkość maksymalna km/h | Spalanie (l/100km) miasto/trasa/średnio |
| ---------- | ----------------------- | ------------------------------------------ | ---------------------------------------- | ------------------------ | ------------------------------ | ----------------------------- | ------------------------ | --------------------------------------- |
| 1.5 dCi E4 | 1461                    | 68 (50)/4000                               | 160/1700                                 | R4                       | OHC/8                          | 15,0                          | 157                      | 5,8/4,1/4,7                             |
| 1.5 dCi E5 | 1461                    | 75 (55)/4000                               | 180/1750                                 | R4                       | OHC/8                          | 14,2                          | 162                      | 5,0/3,7/4,1                             |
| 1.5 dCi E4 | 1461                    | 86 (63)/3750                               | 200/1900                                 | R4                       | OHC/8                          | 13,0                          | 167                      | 5,3/4,2/4,6                             |
| 1.5 dCi E5 | 1461                    | 90 (66)/3750                               | 200/1750                                 | R4                       | OHC/8                          | 12,8                          | 173                      | 5,0/3,7/4,1                             |

## Druga generacja

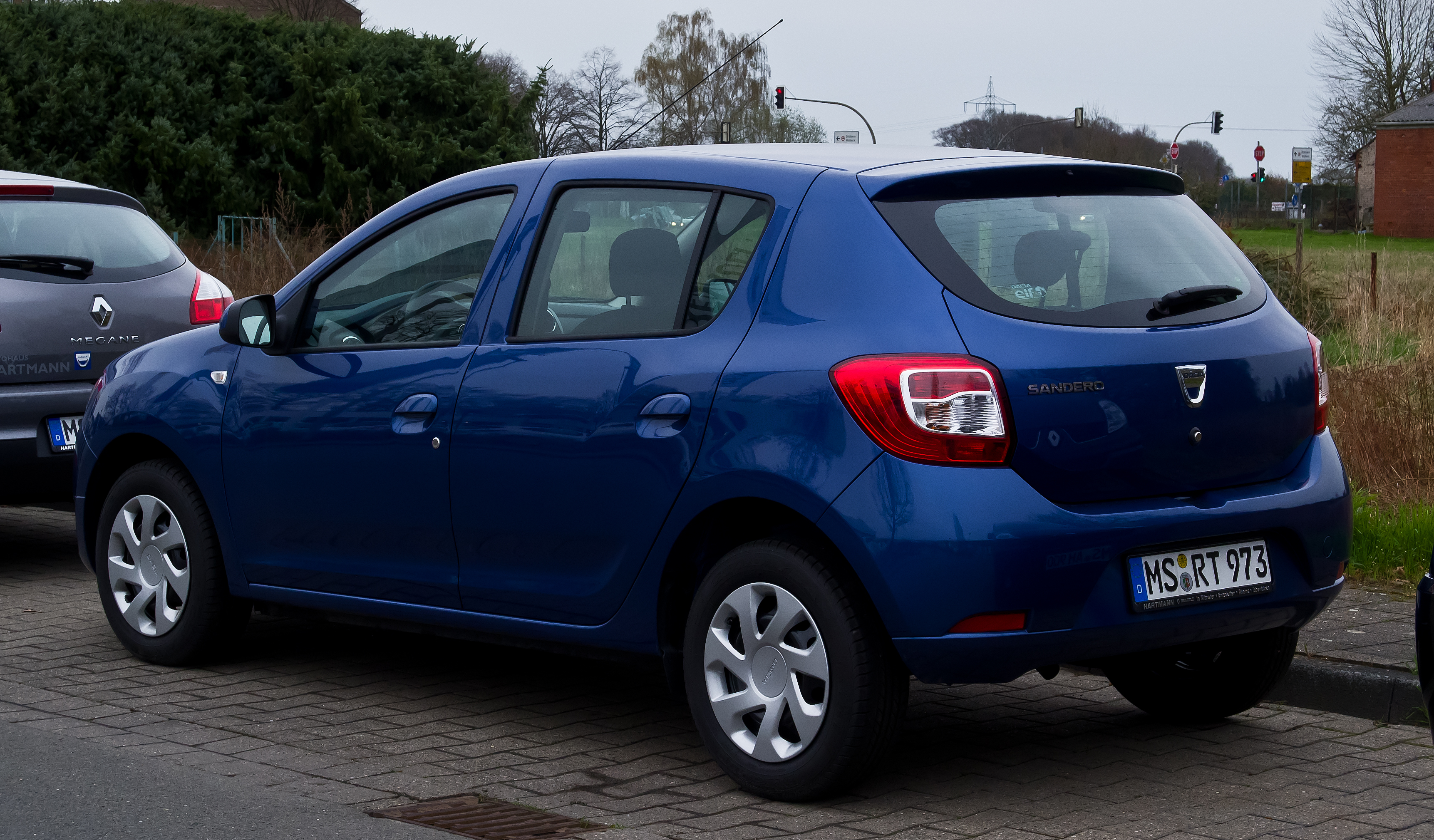
Dacia Sandero II - tył

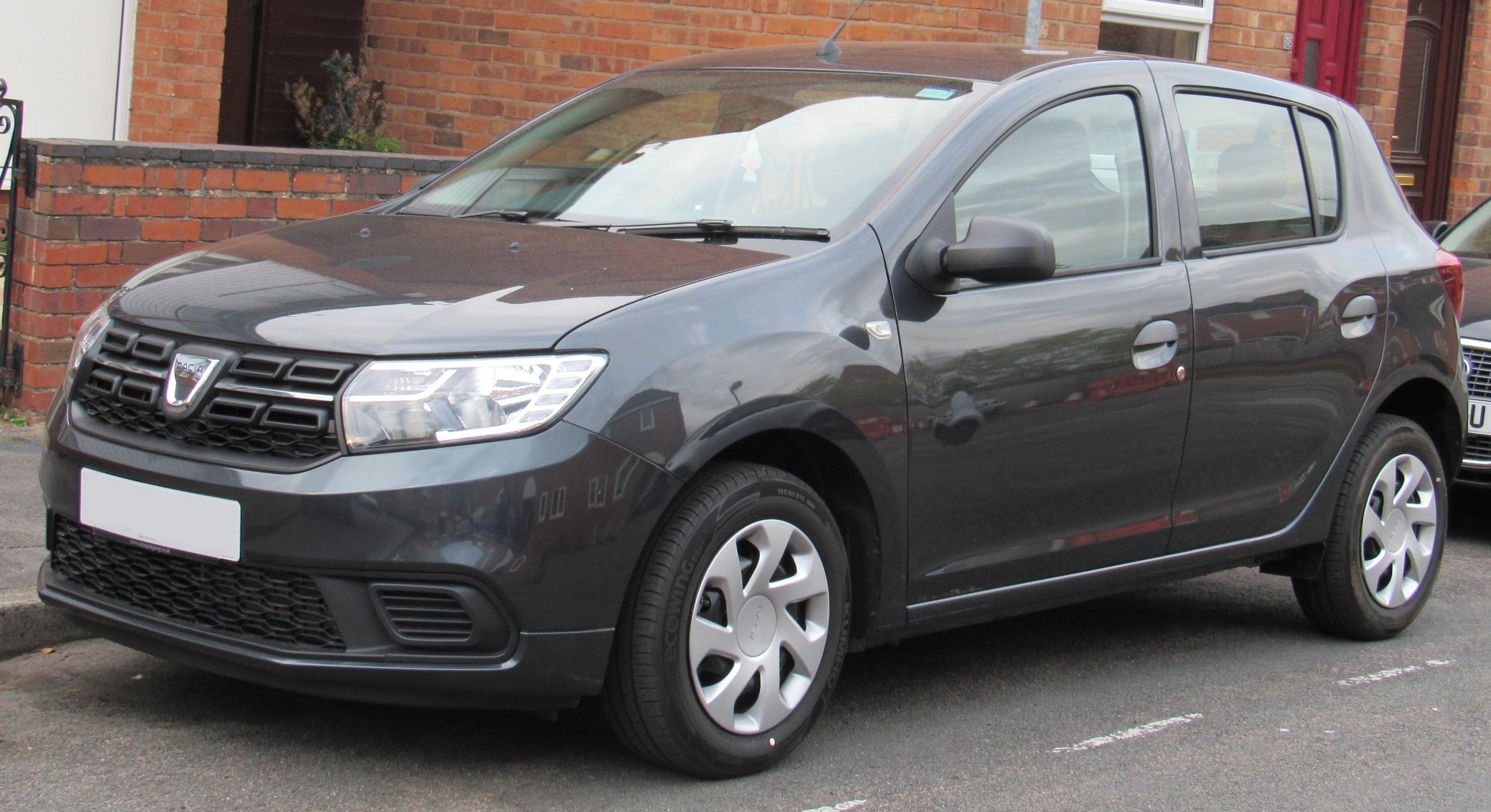
Dacia Sandero II po liftingu

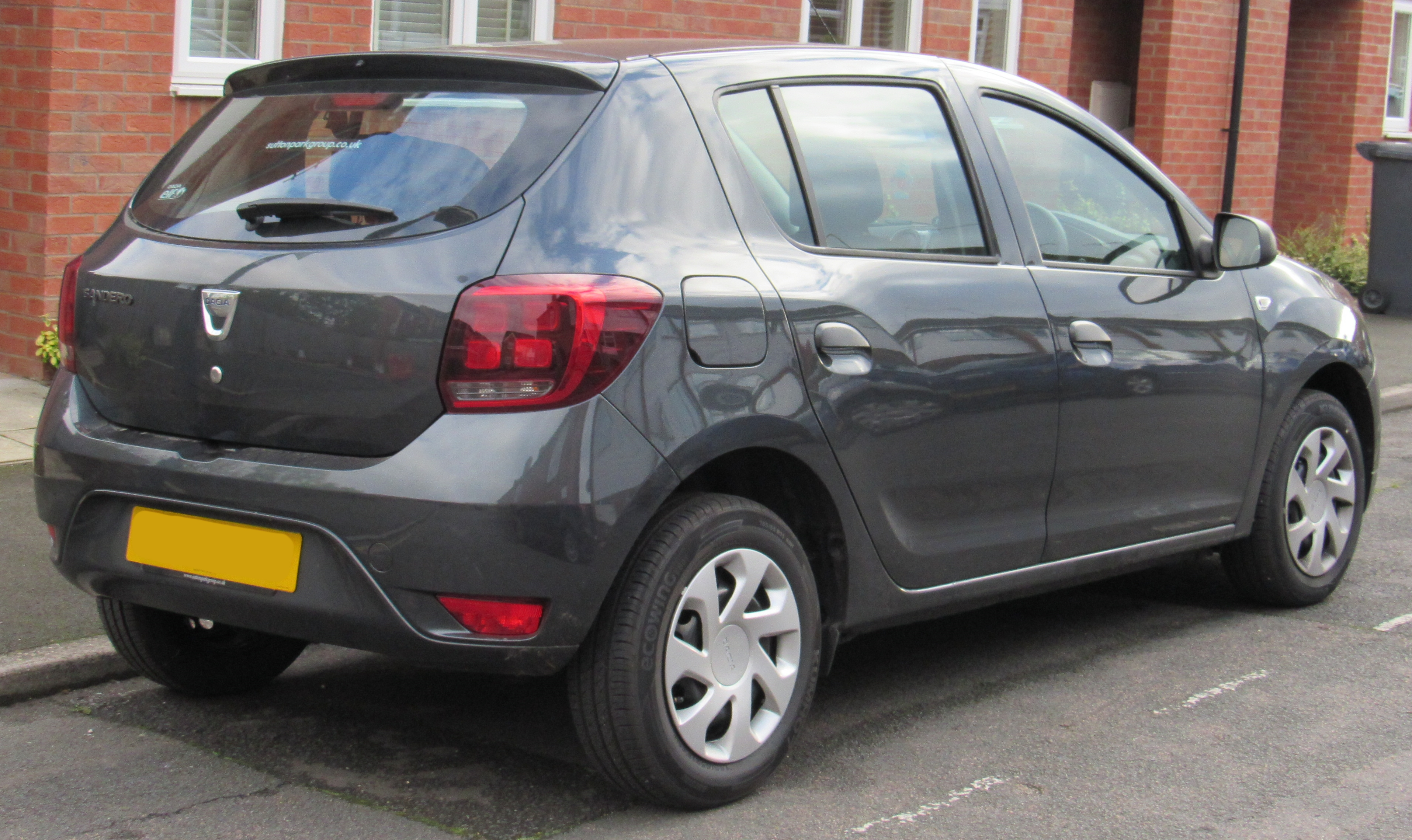
Dacia Sandero II - tył po liftingu

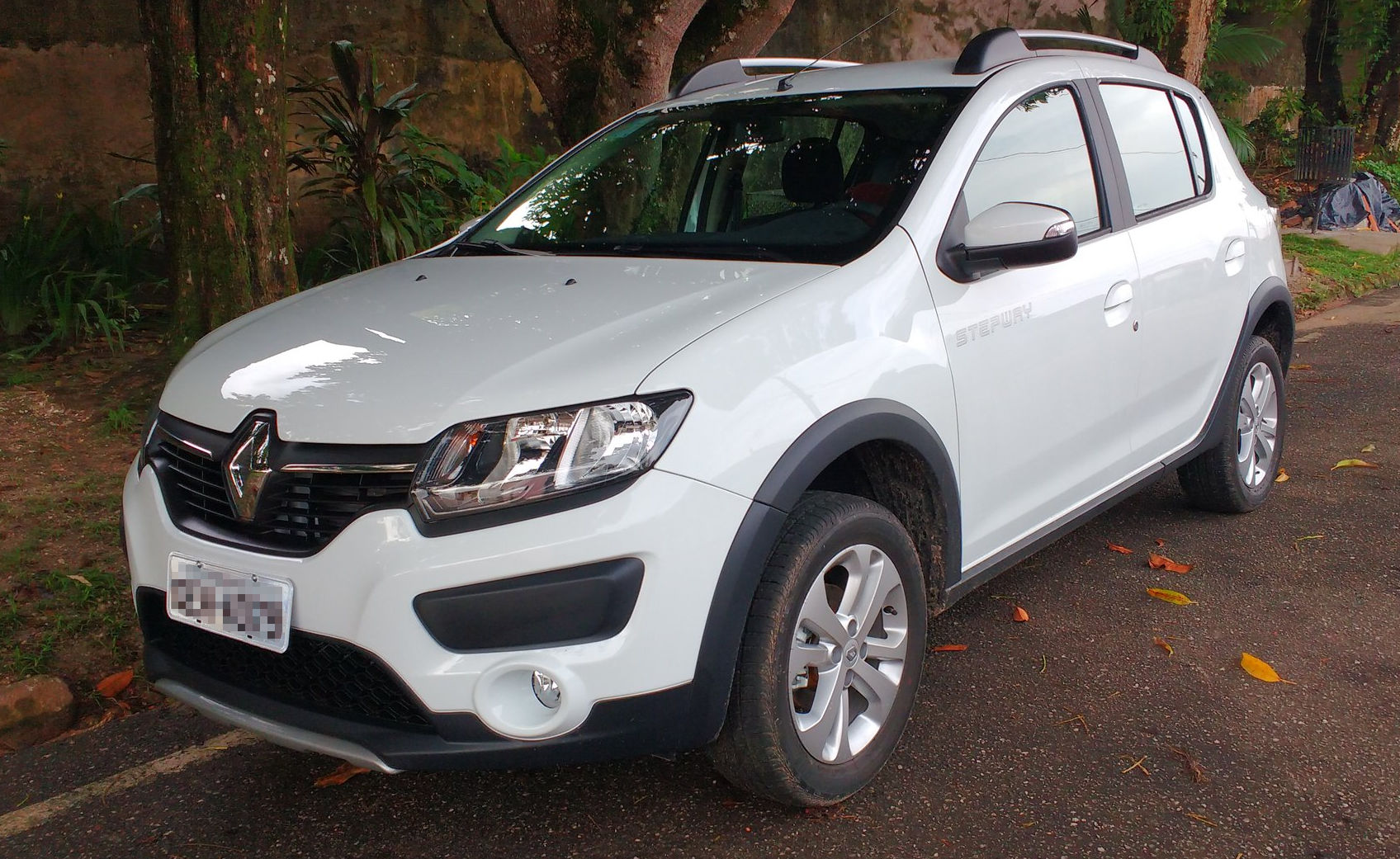
Renault Sandero II Stepway

Dacia Sandero II została zaprezentowana po raz pierwszy w 2012 roku.
Drugie wcielenie Sandero zostało po raz pierwszy oficjalnie zaprezentowana podczas targów motoryzacyjnych w Paryżu w 2012 roku jednocześnie z wersją Stepway oraz drugą generacją modelu Logan.
Auto podobnie jak Logan zostało zaprojektowane w zupełnie inny sposób, niż poprzednik. Renault dopracowało nie tylko design modelu, ale także zawieszenie i liczne podzespoły. Nowe Sandero posiada bardziej atrakcyjny design wnętrza. Auto posiada deskę rozdzielczą zaprojektowaną w zupełnie nowym stylu oraz system Media Nav znanym z Lodgy oraz modelu Logan składający się z 7-calowego ekranu dotykowego z funkcjami multimedialnymi i nawigacją oraz ogranicznik prędkości, tempomat, tylne czujniki parkowania, a przednie i boczne poduszki powietrzne oraz ABS i ESP w standardzie. We wnętrzu pojazdu pojawiły się chromowane elementy, zegary w efektownych tubach oraz przycisk Eco, który zmienia charakterystykę pracy pedału gazu - spowalnia reakcję na naciśnięcie i wolniej otwiera przepustnicę, powodując zmniejszenie dynamiki wykorzystania mocy w stosunku do jazdy w trybie normalnym.
W 2018 roku sprzedano w Polsce 6450 egzemplarzy Dacii Sandero, dzięki czemu zajęła 19 lokatę wśród najchętniej wybieranych samochodach w kraju, dwa lata wcześniej było to odpowiednio 3474 egzemplarze i 28. miejsce.

### Wyposażenie
- Access
- Ambiance
- Open
- Laureate
- SL TECHROAD
- SL CELEBRATION
- Stepway Ambiance
- Stepway Open
- Stepway Laureate
- Stepway Outdoor

### Silniki
- Benzynowe

| Silnik          | Pojemność skokowa [cm³] | Moc maksymalna [KM] ( [kW] ) przy obr./min | Maks. moment obrotowy [Nm] przy obr./min | Układ i liczba cylindrów | Układ rozrządu/liczba zaworów | Przyśpieszenie 0-100 km/h (s)     | Prędkość maksymalna km/h | Spalanie miasto/trasa/średnio (l/100km) | Emisja CO2 (g/km) |
| 1.0 SCe         | 998                     | 73(54)/6300                                | 97/3500                                  | R3                       | 12                            | 14,2 (test autocentrum.pl - 13,8) | 158                      | 6,5/4,5/5,2                             |                   |
| 0.9 TCe         | 898                     | 90(67)/5000                                | 140/2250                                 | R3                       | 12                            | 11,0                              | 175                      | ?/?/6,1-6,5                             | 109               |
| 1.0 TCe 100     | 998                     | 100(74)/5000                               | 170/2000                                 | R3                       | 12                            | b/d                               | b/d                      | b/d                                     | 138-148           |
| 1.0 TCe 100 LPG | 998                     | 100(74)/5000                               | 170/2000                                 | R3                       | 12                            | 11,5                              | 182                      | ?/?/5,1-6,4                             | 113-138           |

- Silnik 1.2 16V został wycofany w 2018 roku.
- Wersja 0.9 TCe występuje w opcji z seryjną instalacją gazową.

## Trzecia generacja

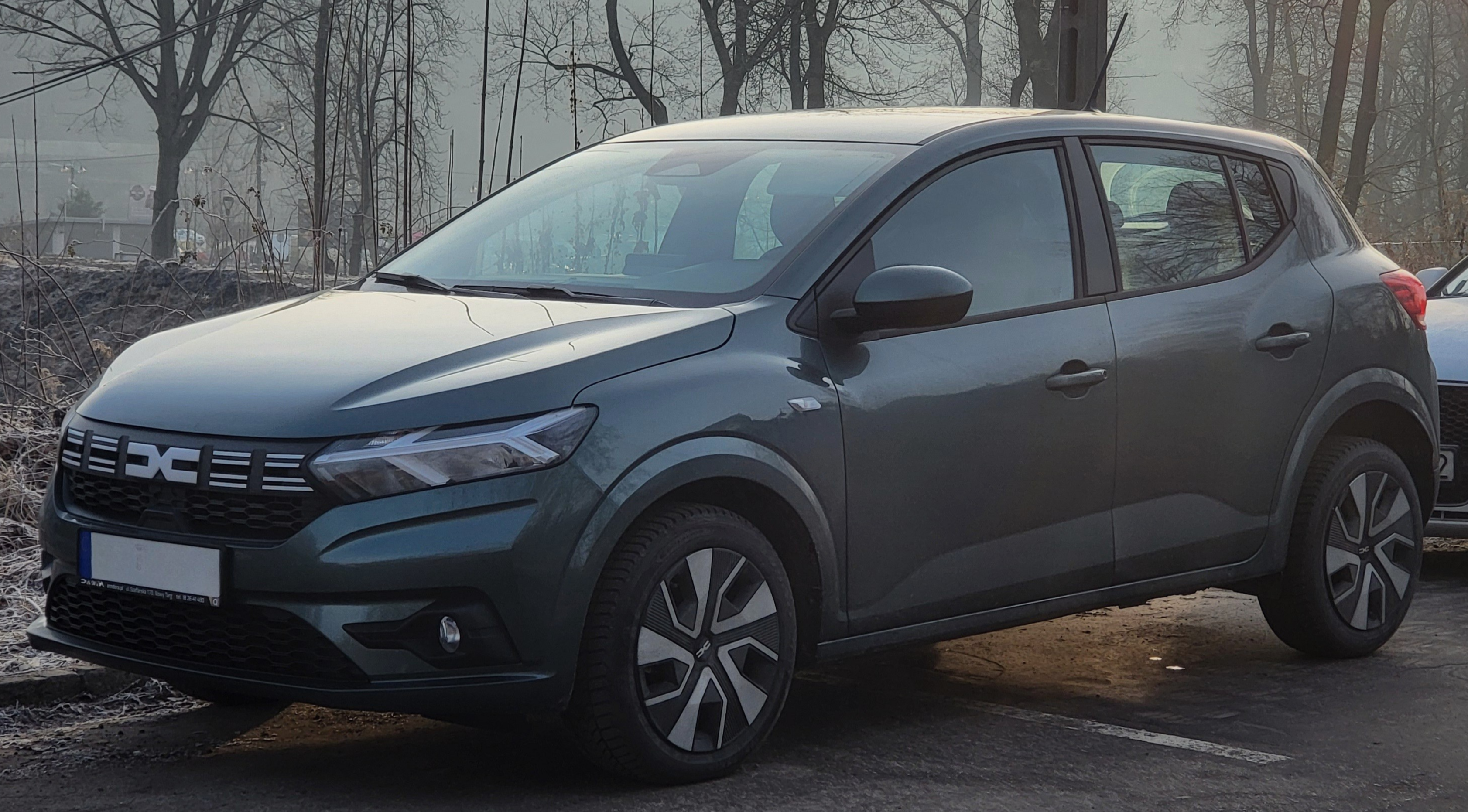
Dacia Sandero III - po liftingu

Dacia Sandero III została po raz pierwszy zaprezentowana w 2020 roku.

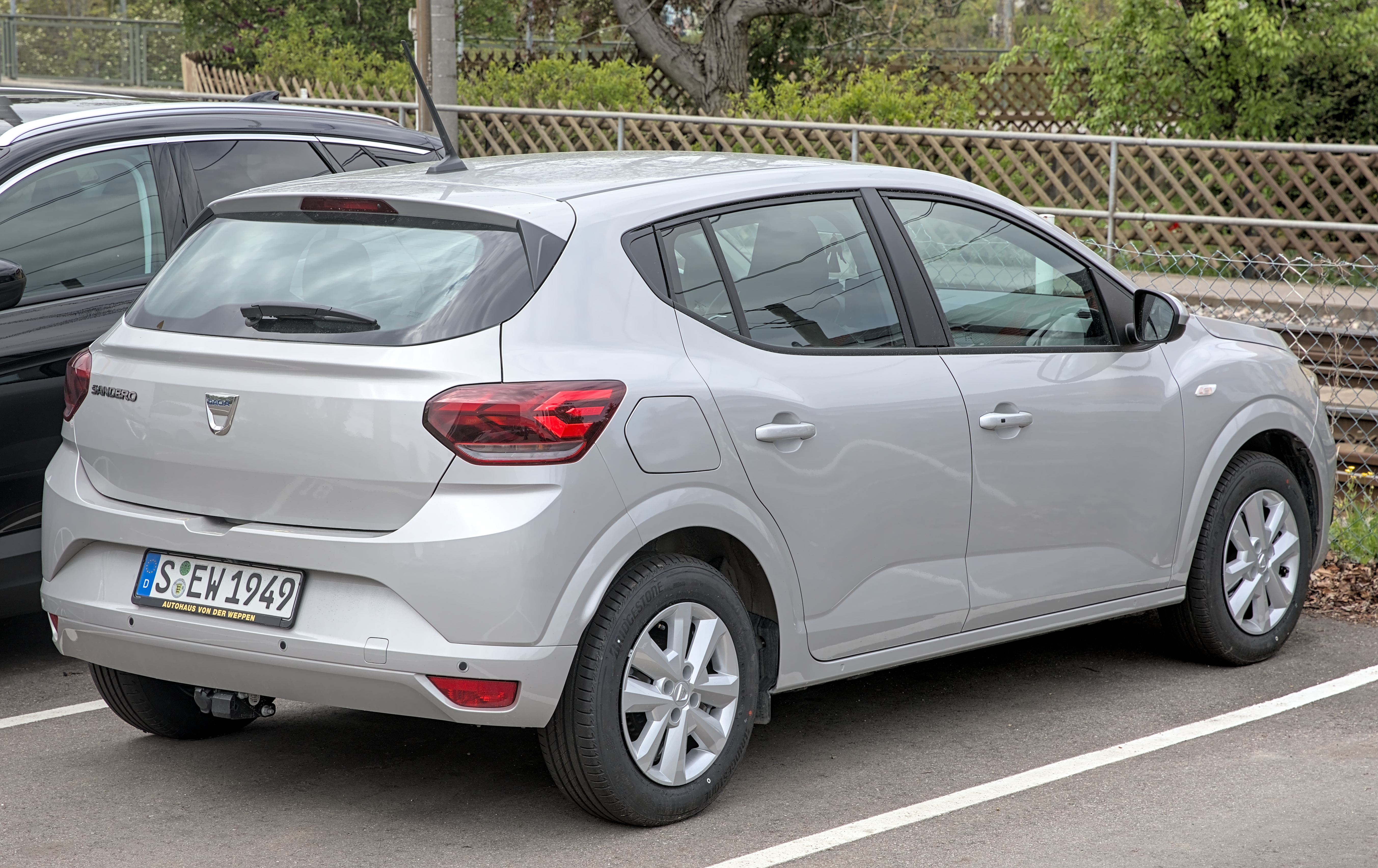
Dacia Sandero III - tył

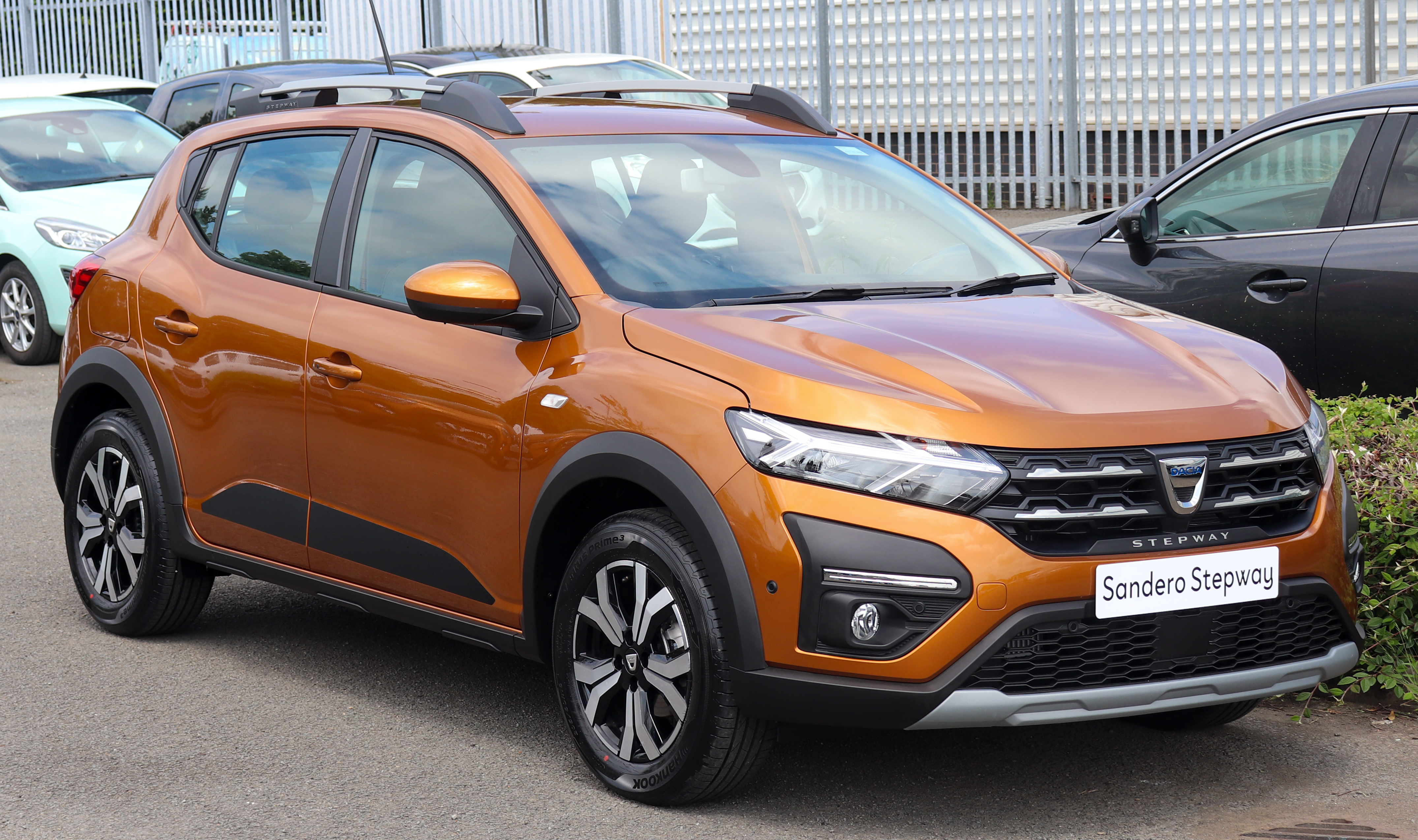
Dacia Sandero III Stepway

Razem z Dacią Logan III, Sandero III zostało oparte na platformie CMF-B, na której oparto również Renault Clio V. Gama jednostek opiera się na silnikach 1.0 SCe i TCe   

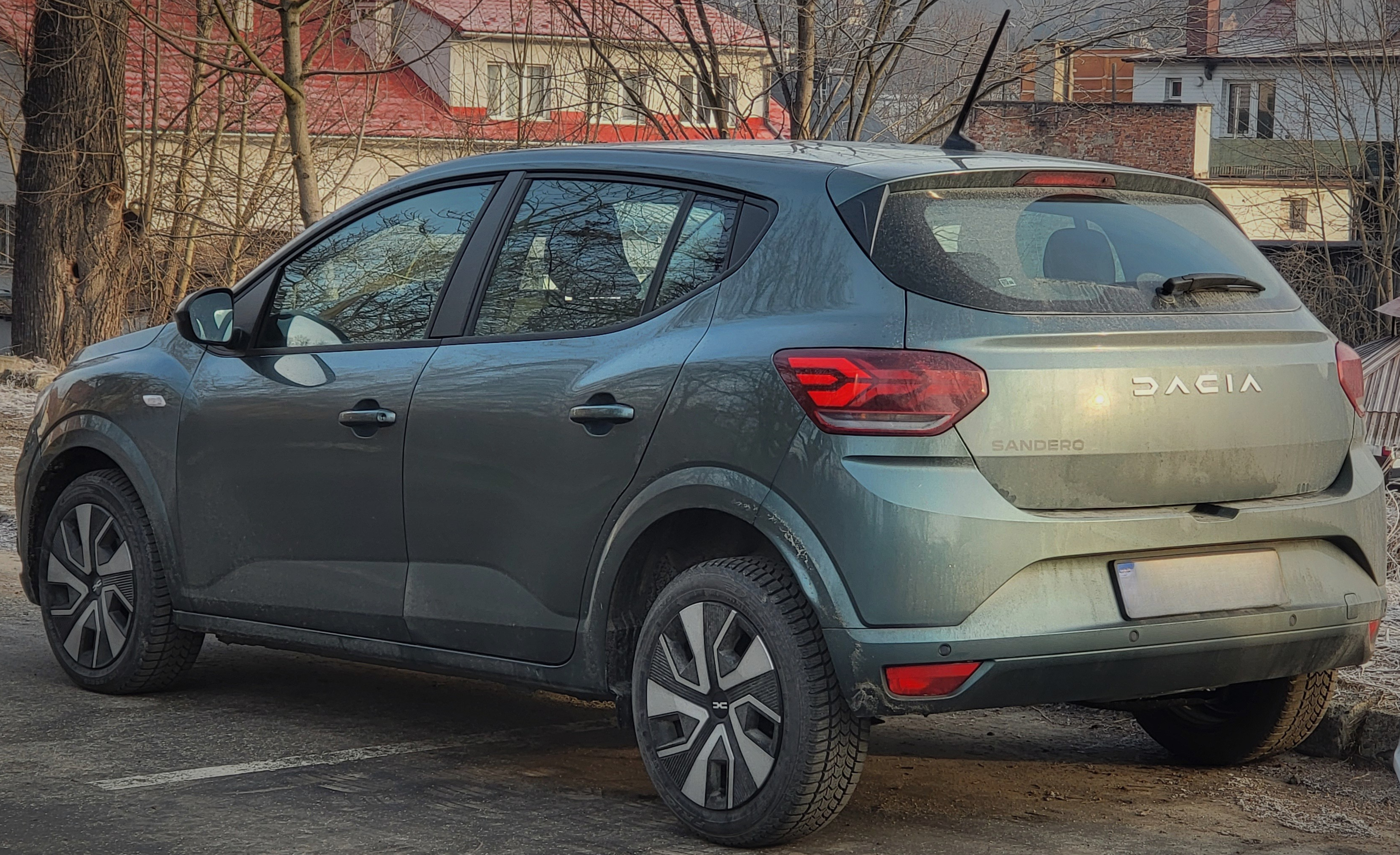
Dacia Sandero III - tył po liftingu

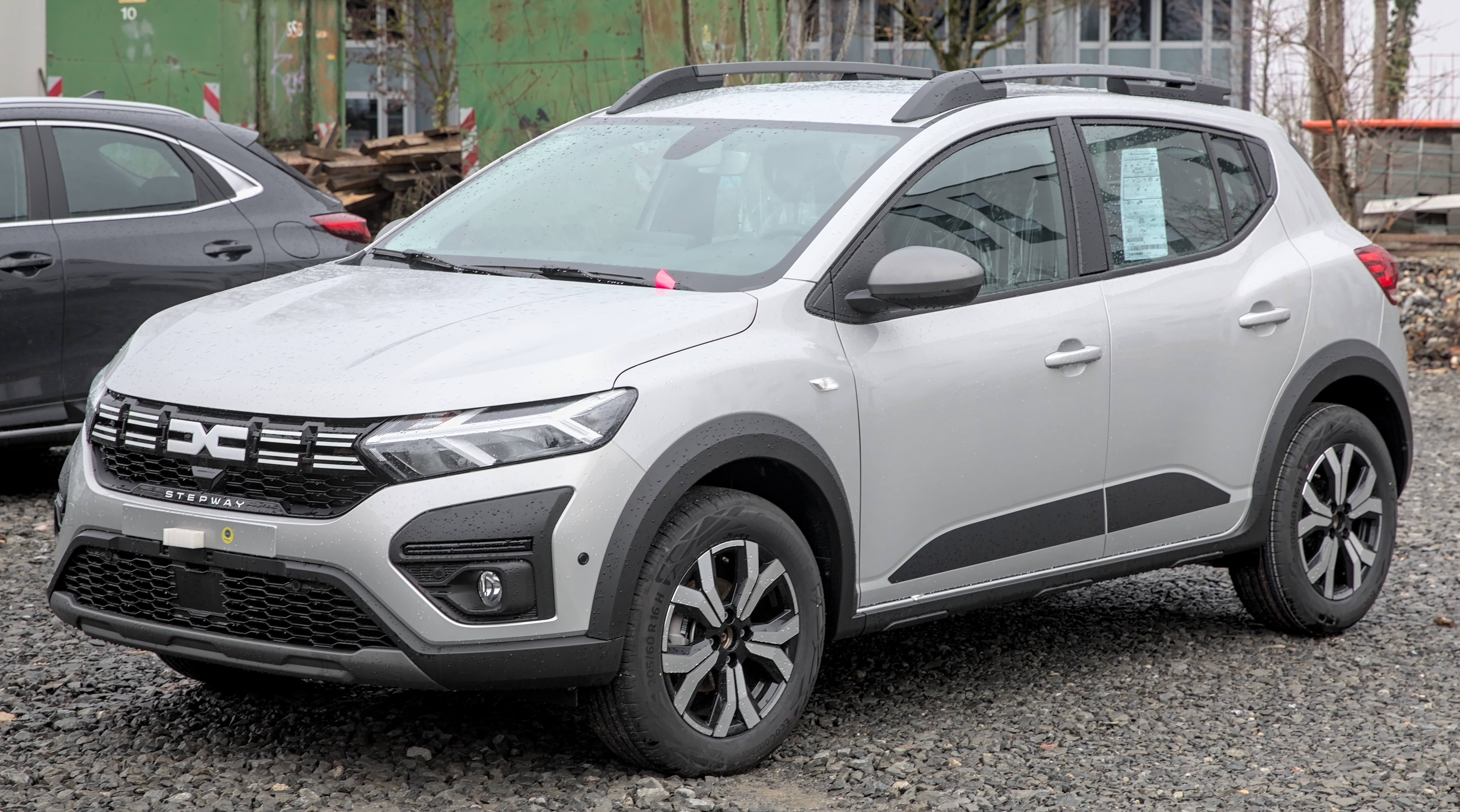
Dacia Sandero III Stepway - po liftingu

W czerwcu 2022 roku Dacia Sandero trzeciej generacji przeszła lifting, w ramach którego wprowadzono nowe logo marki, które pojawiło się na atrapie chłodnicy i kierownicy przeprojektowano przedni grill z nowym wzorem i chromowanym obramowaniem oraz zmodernizowano zderzak, w tym wloty powietrza i światła przeciwmgłowe reflektory do jazdy dziennej zyskały nowy układ i technologię LED, co nadało przedniej części bardziej nowoczesny wygląd  we wnętrzu zastosowano nową, czteroramienną kierownicę z powiększonym logo, odświeżoną konsolę środkową, lepsze materiały wykończeniowe oraz usprawniony system multimedialny, dodatkowo w ofercie pojawiły się nowe wzory felg aluminiowych, świeże kolory nadwozia oraz – w wersji Stepway – opcjonalny elektryczny dach typu skydome

### Wyposażenie
- Esential
- Expression
- Stepway Essential
- Stepway Expression
- Stepway Extreme

## Silniki
- Benzynowe

Dacia Sandero/Sandero Stepway
| Silnik      | Pojemność skokowa [cm³] | Moc maksymalna [KM] ( [kW] ) przy obr./min    | Maks. moment obrotowy [Nm] przy obr./min    | Układ i liczba cylindrów | Układ rozrządu/liczba zaworów | Przyśpieszenie 0-100 km/h (s) | Prędkość maksymalna km/h | Spalanie miasto/trasa/średnio (l/100km) | Emisja CO2 (g/km)      |
| 1.0 TCe     | 999                     | 67(49)/4600–5000                              | 160/2100–3750                               | R3                       | 12                            | 12,2                          | 175                      | 5,3/5,3                                 | 119/120                |
| 1.0 TCe CVT | 999                     | 67(49)/4500-5000                              | 142/1750-3750                               | R3                       | 12                            | 14,2                          | 163                      | 5,8/6,2                                 | 131/140                |
| 1.0 ECO-G   | 999                     | LPG: 74(54)/4600 5000 benzynowy: 67/4800 5000 | LPG: 170/2000–3500 benzynowy: 160/2100–3750 | R3                       | 12                            | 12,2                          | 174                      | LPG: 12,2 benzyna: 5,4/5,4              | LPG108/109 benzyna:122 |
| 1.0 TCE     | 999                     | 81(60)/5000-5250                              | 200/2900-3500                               | R3                       | 12                            | 10                            | 180                      | 5,5/5,5                                 | 125/125                |